# Švicarska državna tehniška visoka šola Zürich
Švicarska državna tehniška visoka šola Zürich (nemško Eidgenössische Technische Hochschule Zürich, kratica ETH Zürich) je univerza s sedežem v Zürichu, Švica.
Sodi med najuglednejše evropske univerze, predvsem na področjih kemije, matematike in fizike. Tu je študiralo ali poučevalo 21 nobelovcev, med njimi Wilhelm Conrad Röntgen in Albert Einstein. Tudi v svetovnem merilu se po akademskih dosežkih uvršča med 25 najboljših univerz.